# جي بي دي فورميس 2022
جي بي دي فورميس 2022 (بالفرنسية: Grand Prix de Fourmies 2022)‏ هو سباق دراجات هوائية، وهو الموسم التاسع والثمانين من جي بي دي فورميس، وأقيم في 11 سبتمبر 2022 ضمن سباقات سلسلة سباقات الاتحاد الدولي للدراجات للمحترفين 2022.
فاز بالمركز الأول كاليب إيوان، وفاز بالمركز الثاني ديلان جروينويغن، وفاز بالمركز الثالث أموري كابيو.

## الفرق
| فرق عالمية (11)- Cofidis - UAE Team Emirates - Intermarché-Wanty-Gobert Matériaux - Quick-Step Alpha Vinyl - Groupama-FDJ - Lotto-Soudal - AG2R Citroën Team - Trek-Segafredo - BikeExchange-Jayco - Israel-Premier Tech - EF Education-EasyPost فرق برو (7)- Alpecin-Deceuninck - Arkéa-Samsic - TotalEnergies - أونو اكس برو سايكلنج تيم 2022 ‏ - بنجوال باوليز ساوكس دبليو بي 2022 ‏ - بي آند بي هوتيلز 2022 ‏ - سبورت فلاندرين بالويس 2022 ‏ فرق قارية (5)- Van Rysel–Roubaix ‏ - سانت ميشيل-أوبير 93 2022 ‏ - CIC U Nantes Atlantique ‏ - Team Solution Tech–Vini Fantini ‏ - Nice Métropole Côte d'Azur ‏ |  |
| |  |

## التصنيف العام النهائي
| التصنيف العام         | التصنيف العام   | التصنيف العام               | التصنيف العام | التصنيف العام |
| العداء                | العداء          | الفريق                      | الوقت         |               |
| --------------------- | --------------- | --------------------------- | ------------- | ------------- |
| 1                     | كاليب إيوان     | لوتو سودال                  | 4 س 27 د 07 ث |               |
| 2                     | ديلان جروينويغن | BikeExchange-Jayco          | + 0 ث         |               |
| 3                     | أموري كابيو     | اركيا سامسيك                | + 0 ث         |               |
| 4                     | Stefano Oldani ‏ | Alpecin-Deceuninck          | + 0 ث         |               |
| 5                     | Jason Tesson ‏   | إتش بي بي تي بي – أوبير 93 ‏ | + 0 ث         |               |
| 6                     | يفيس لامارت     | Quick-Step Alpha Vinyl      | + 0 ث         |               |
| 7                     | جوليان سيمون    | TotalEnergies               | + 0 ث         |               |
| 8                     | مارك ساريو      | AG2R Citroën Team           | + 0 ث         |               |
| 9                     | Emīls Liepiņš ‏  | تريك سيغافريدو              | + 0 ث         |               |
| 10                    | Luca Mozzato ‏   | فيتال كونسبت ‏               | + 0 ث         |               |
|                       |                 |                             |               |               |
| مصدر: ProCyclingStats |                 |                             |               |               |

## وصلات خارجية
- لمحة عن سباق جي بي دي فورميس 2022 على موقع  ProCyclingStats   (برو  سايكلنج  ستاتس) - إحصاءات  محترفي  الدراجات.
- جي بي دي فورميس 2022 على موقع إحصائيات الدراجات الإحترافية (الإنجليزية)